# Wayne Rooney
Wayne Mark Rooney (Liverpool, Anglaterra, 24 d'octubre de 1985) és un exfutbolista anglès que jugava com a davanter.

## Biografia
Rooney va començar a fer-se nom a l'octubre del 2002 al convertir-se en el jugador més jove a ficar un gol quan tenia només 16 anys i 360 dies d'edat (un rècord trencar per James Milner només un any després, al desembre del 2003). Les circumstàncies que va fer aquest gol, també van fer que tingués més prominència en ser aquest en contra de l'equip que encara estava invicte després de gairebé un any i que va sortir campió, l'Arsenal FC, a més que va ficar aquest en els últims minuts del joc i amb la circumstància afegida de ser un gol des de gairebé 35 metres, un tir bombat que David Seaman no va poder ni veure.
Curiosament a l'octubre del 2004, després que el mateix Arsenal FC estigués invicte per 50 partits, Rooney va ser altra vegada la figura que va arruïnar la marca que l'Arsenal FC estava assolint, en aconseguir que es xiulés un penal i també ficar el segon gol per a la victòria del seu equip, el Manchester United, per 2-0. El 2004 va ser guardonat amb el Premi Golden Boy, que és atorgat al millor futbolista mundial menor de 21 anys.
Al Mundial d'Alemanya de 2006, era gairebé impossible que jugués, ja que estava lesionat poques setmanes abans que comencés. No obstant això, va tornar als terrenys de joc i va assolir un bon paper.
De cara a l'amistós disputat al seu país en vers Grècia, mesos després del terme del Mundial de 2006, el seleccionador debutant Stephen McClaren el va marginar per indisciplina. A més, va ser expulsat al mundial d'Alemanya en el partit que es disputava contra Portugal per una puntada a l'entrecuix del defensa portuguès Ricardo Carvalho. Es diu que Cristiano Ronaldo, el seu company en el Machester United, va influir a la targeta.

## Estadístiques
| Club                 | Temporada     | Lliga   | Lliga | Lliga        | Copa    | Copa | Copa         | Europa  | Europa | Europa       | Total   | Total | Total        |
| Club                 | Temporada     | Partits | Gols  | Assistències | Partits | Gols | Assistències | Partits | Gols   | Assistències | Partits | Gols  | Assistències |
| -------------------- | ------------- | ------- | ----- | ------------ | ------- | ---- | ------------ | ------- | ------ | ------------ | ------- | ----- | ------------ |
| Everton FC           | 2002-03       | 33      | 6     | 4            | 4       | 2    | 0            | 0       | 0      | 0            | 37      | 8     | 4            |
| Everton FC           | 2003-04       | 34      | 9     | 3            | 6       | 0    | 0            | 0       | 0      | 0            | 40      | 9     | 3            |
| Everton FC           | Total         | 67      | 15    | 7            | 10      | 2    | 0            | 0       | 0      | 0            | 77      | 17    | 7            |
| Manchester United FC | 2004-05       | 29      | 11    | 4            | 8       | 3    | 0            | 6       | 3      | 1            | 43      | 17    | 5            |
| Manchester United FC | 2005-06       | 36      | 16    | 10           | 7       | 2    | 4            | 5       | 1      | 0            | 48      | 19    | 14           |
| Manchester United FC | 2006-07       | 35      | 14    | 13           | 8       | 5    | 3            | 12      | 4      | 0            | 55      | 23    | 16           |
| Manchester United FC | 2007-08       | 27      | 12    | 5            | 5       | 2    | 0            | 11      | 4      | 1            | 43      | 18    | 6            |
| Manchester United FC | 2008-09       | 30      | 12    | -            | 3       | 1    | -            | 15      | 7      | -            | 48      | 20    | -            |
| Manchester United FC | 2009-10       | 32      | 26    | -            | 5       | 3    | -            | 7       | 5      | -            | 44      | 34    | -            |
| Manchester United FC | 2010-11       | 28      | 11    | -            | 3       | 1    | -            | 9       | 4      | -            | 40      | 16    | -            |
| Manchester United FC | Total         | 217     | 102   | 32           | 39      | 17   | 7            | 65      | 28     | 2            | 321     | 147   | 41           |
| Total carrera        | Total carrera | 284     | 117   | 39           | 49      | 19   | 7            | 65      | 28     | 2            | 398     | 164   | 48           |

(Actualitzat fins al 31 de maig del 2011)

## Palmarès

### Manchester United
- FA Premier League:
  - 2006-07 (Campions)
  - 2007-08 (Campions)
  - 2008-09 (Campions)
  - 2010-11 (Campions)
  - 2012-13 (Campions)
- Copa de la Lliga:
  - 2006 (Campions)
  - 2009 (Campions)
  - 2010 (Campions)
  - 2017 (Campions)
- Copa FA:
  - 2005 (Subcampions)
  - 2007 (Subcampions)
  - 2016 (Campions)
- Community Shield:
  - 2007 (Campions)
  - 2010 (Campions)
  - 2011 (Campions)
  - 2016 (Campions)
- Campionat del Món de clubs:
  - 2008 (Campions)
- Lliga de Campions:
  - 2007-08 (Campions)
- Lliga Europa de la UEFA:
  - 2016-17 (Campions)